# International Correspondence Chess Federation
International Correspondence Chess Federation (ICCF) er den internationale organisation for korrespondanceskak. Den blev grundlagt den 26. marts 1951 som en nye inkarnation af International Correspondence Chess Association (ICCA), der var blevet grundlagt i 1945 som efterfølgeren til Internationaler Fernschachbund (IFSB), som igen var grundlagt 2. december 1928.
Organisationen tildeler titlen korrespondancestormester. ICCF afholder Verdensmesterskabet i korrespondanceskak, som løber over flere år.
Den danske del af organisationen kaldes ICCF Danmark.

## Formænd
- 1951-1953: Jean-Louis Ormond (1894-1986)[1]
- 1953-1959: Anders Elgesem (1888-1968)
- 1960-1987: Hans Werner von Massow (1912-1988)[2]
- 1988-1996: Hendrik Mostert (1925-2002)
- 1997-2003: Alan Borwell (1937)
- 2003-2004: Josef Mrkvicka (1951)
- 2005-2009: Mohamed Samraoui (1953)
- 2009-.... Eric Ruch (1961)

## Olympiske Lege
Mænd
| #  | Flere år  | Guld                   | Sølv                   | Bronze                  |        |
| -- | --------- | ---------------------- | ---------------------- | ----------------------- | ------ |
| 1  | 1949-1952 | Ungarn (25)            | Tjekkoslovakiet (20)   | Sverige (19,5)          | [ 3 ]  |
| 2  | 1952-1955 | Tjekkoslovakiet (27,5) | Sverige (27,5)         | Tyskland (27)           | [ 4 ]  |
| 3  | 1958-1961 | Sovjetunionen (35,5)   | Ungarn (32,5)          | Jugoslavien (32)        | [ 5 ]  |
| 4  | 1962-1964 | Sovjetunionen (36)     | Østtyskland (28,5)     | Sverige (27,5)          | [ 6 ]  |
| 5  | 1965-1968 | Tjekkoslovakiet (31,5) | Sovjetunionen (30)     | Vesttyskland (29,5)     | [ 7 ]  |
| 6  | 1968-1972 | Sovjetunionen (38)     | Tjekkoslovakiet (28,5) | Østtyskland (25,5)      | [ 8 ]  |
| 7  | 1972-1976 | Sovjetunionen (35,5)   | Bulgarien (30)         | Storbritannien (29,5)   | [ 9 ]  |
| 8  | 1977-1982 | Sovjetunionen (46,5)   | Ungarn (44)            | Storbritannien (41,5)   | [ 10 ] |
| 9  | 1982-1987 | Storbritannien (33,5)  | Vesttyskland (30)      | Sovjetunionen (27)      | [ 11 ] |
| 10 | 1987-1995 | Sovjetunionen (34)     | England (33,5)         | Østtyskland (33,5)      | [ 12 ] |
| 11 | 1992-1999 | Tjekkoslovakiet (45,5) | Tyskland (45,5)        | Canada (40)             | [ 13 ] |
| 12 | 1998-2004 | Tyskland (47,5)        | Litauen (42,5)         | Letland (42,5)          | [ 14 ] |
| 13 | 2004-2009 | Tyskland (38)          | Tjekkiet (34,5)        | Polen (32)              | [ 15 ] |
| 14 | 2002-2006 | Tyskland (45,5)        | Litauen (39,5)         | USA (36)                | [ 16 ] |
| 15 | 2006-2009 | Norge (48)             | Tyskland (47)          | Holland (46,5)          | [ 17 ] |
| 16 | 2010-2016 | Tjekkiet (33,5)        | Tyskland (28,5)        | Frankrig (26,5)         | [ 18 ] |
| 17 | 2009-2012 | Tyskland (44,5)        | Spanien (43,5)         | Italien (39,5)          | [ 19 ] |
| 18 | 2012-2016 | Tyskland (41,5)        | Slovenien (41)         | Spanien (39)            | [ 20 ] |
| 19 | 2016-2021 | Bulgarien (27)         | Tyskland (26,5)        | Tjekkiet / Polen (26,5) | [ 21 ] |
| 20 | 2016-2019 | Tyskland (39,5)        | Rusland (39,5)         | Spanien (39)            | [ 22 ] |
| 21 | 2020-2023 | Tyskland (38)          | Luxembourg (37)        | USA (37)                | [ 23 ] |

Kvinder
| #  | Flere år  | Guld               | Søld                 | Bronze                 |        |
| -- | --------- | ------------------ | -------------------- | ---------------------- | ------ |
| 1  | 1974-1979 | Sovjetunionen (22) | Vesttyskland (19)    | Tjekkoslovakiet (15,5) | [ 24 ] |
| 2  | 1980-1986 | Sovjetunionen (26) | Tjekkoslovakiet (26) | Jugoslavien (20)       | [ 25 ] |
| 3  | 1986-1992 | Sovjetunionen (23) | Tjekkoslovakiet (21) | Ungarn (14,5)          | [ 26 ] |
| 4  | 1992-1997 | Tjekkiet (24)      | Rusland (21)         | Polen (18,5)           | [ 27 ] |
| 5  | 1997-2003 | Rusland (25)       | Tyskland (22)        | Tjekkiet (18)          | [ 28 ] |
| 6  | 2003-2006 | Litauen (26,5)     | Tyskland (23,5)      | Italien (23)           | [ 29 ] |
| 7  | 2007-2009 | Slovenien (25)     | Litauen (23,5)       | Tyskland (23)          | [ 30 ] |
| 8  | 2008-2010 | Polen (27)         | Bulgarien (27)       | Italien (26)           | [ 31 ] |
| 9  | 2011-2014 | Rusland (34)       | Litauen (32,5)       | Tyskland (30)          | [ 32 ] |
| 10 | 2015-2018 | Tyskland (33)      | Litauen (30)         | Rusland (28)           | [ 33 ] |